# روبن واسرمان
روبن واسرمان (بالإنجليزية: Robin Wasserman)‏ (31 مايو 1978، فيلادلفيا في الولايات المتحدة)؛ كاتِبة ومؤلِّفة، مُتخصِّصة في أدب الأطفال وروائية أمريكية.